# إل (لعبة)
لعبة إل هي لعبة ألواح استراتيجية أنشأت من قبل إدوارد دي بونو سنة 1968. قدمت اللعبة في كتابه دورة خمس أيام في التفكير.

## الوصف

لوح لعبة إل عند بداية اللعبة، القطع المحايدة تظهر بشكل أقراص سوداء

لعبة إل هي لعبة تلعب من قبل لاعبين على رقعة بأبعاد 4x4. كل لاعب يملك قطعة على شكل حرف إل بأبعاد 3x2، كما يوجد قطعتان محايدتان بأبعاد 1x1.

### القوانين
في كل جولة، على كل لاعب أن يحرك القطعة التي شكل حرف إل الخاصة به أولا، ومن ثم يقوم بتحريك أحد القطع المحايدة بشكل اختياري. يفوز باللعبة من يجعل خصمه غير قادر على تغيير موقع قطعته.
لا يمكن لقطعة أن تغطي أو تتداخل مع قطعة أخرى. عند تحريك القطع على شكل حرف إل، يتم أخذها وتحريكها ووضعها في المربعات الفارغة في الرقعة وبالإمكان قلب القطعة أو حتى تدويرها. القاعدة الوحيدة هي أن تكون القطعة في مكان مختلف عن مكانها السابق مما يعني أنه عليها على الأقل أن تغطي مربع لم تكن تغطيه سابقا. لتحريك القطعة المحايدة يتم ببساطة تحريكها لأي مربع مختلف في الرقعة.

## الإستراتيجية
أحد الإستراتيجيات البسيطة هي استخدام أحد القطع المحايدة وقطعة إل لإغلاق مربع 3x3 في أحد الأركان لمنع الخصم من تحريك القطعة للشكل المقابل. إستراتيجية بسيطة أخرى تتمثل في تغطية نصف اللوح عن طريق قطعة إل ومن ثم استخدام القطع المحايدة لمنع الخصم من تغيير مكان قطعته.